# Drosophila micromelanica
Drosophila micromelanica är en tvåvingeart som beskrevs av Patterson 1941. Drosophila micromelanica ingår i släktet Drosophila och familjen daggflugor.
Artens utbredningsområde är Mexiko och delar av USA, från Arizona till Virginia och Florida.